# Гусево (Саратовская область)
Гусево — село в Красноармейском районе Саратовской области, в составе Рогаткинского муниципального образования.
Население — 380 чел. (2010).

## История
Дата основания не установлена. Согласно историко-географическому словарю Саратовской губернии, составленному в 1898—1902 годах, деревня Гусева относилась к Золотовской волости Камышинского уезда Саратовской губернии, вместе с селом Шилово, деревнями Пряхина и Потаповка составляла сельское общество. Жители — бывшие удельные крестьяне, великороссы, православные и старообрядцы. Основное занятие — хлебопашество. Часть жителей арендовала земли у крестьян села Золотого. В 1896 году в деревне имелась школа.
С 1922 по 1941 год село относилось к Золотовскому кантону Трудовой коммуны, с 1923 года — АССР немцев Поволжья. С 1941 по 1960 — к Золотовскому району Саратовской области. В составе Красноармейского района — с 1960 года.

## Физико-географическая характеристика
Село находится в лесостепи, в пределах Приволжской возвышенности, являющейся частью Восточно-Европейской равнины, на реке Морозовке. Выше по реке расположено село Пряхино. Высота центра населённого пункта — 111 метров над уровнем моря. Рельеф местности холмисто-равнинный, развита овражно-балочная сеть. В 3 км к юго-западу гора Филькина Шишка (257 метров над уровнем моря). Распространены чернозёмы (без разделения) и каштановые и тёмно-каштановые почвы.
По автомобильным дорогам расстояние до областного центра города Саратова составляет 100 км, до районного центра города Красноармейска — 32 км, до административного центра сельского поселения села Рогаткино — 7 км.
Климат
Климат умеренный континентальный (согласно классификации климатов Кёппена — Dfa). Многолетняя норма осадков — 406 мм. Наибольшее количество осадков выпадает в июне — 45 мм, наименьшее в марте — 22 мм. Среднегодовая температура положительная и составляет + 6,4 °С, средняя температура самого холодного месяца января −10,1 °С, самого жаркого месяца июля +22,4 °С.
Часовой пояс
Гусево, как и вся Саратовская область, находится в часовой зоне МСК+1. Смещение применяемого времени относительно UTC составляет +4:00.

## Население
Динамика численности населения по годам:
| 1858 | 1862 | 1886 | 1891 | 1896 | 1897 | 1911 | 1987 | 2002 |
| ---- | ---- | ---- | ---- | ---- | ---- | ---- | ---- | ---- |
| 504  | 497  | 744  | 815  | 889  | 796  | 1066 | 290  | 398  |

| 2002 | 2010 |
| ---- | ---- |
| 399  | ↘380 |